# العراق في بطولة العالم لألعاب القوى 2023
شارك العراق في بطولة العالم لألعاب القوى 2023، التي اقيمت في بودابست في المجر بالفترة 19 - 27 أغسطس 2023.

## نتائج
رياضي واحد من العراق فقط.
- Q = مؤهل للجولة التالية
- q = مؤهل للجولة التالية كأسرع خاسراو في الأحداث الميدانية، حسب الموقف دون تحقيق الهدف التأهيلي target
- NR = الرقم القياسي
- PB = الأفضل شخصياً
- SB = الأفضل في الموسم
- N/A = الجولة غير قابلة للتطبيق على الحدث

### رجال
أحداث المسار والطريق
| طه حسين ياسين | 200 متر | 21.01 | — |

## روابط خارجية
- نتائج العراق
- بودابست 23｜بطولة العالم لألعاب القوى